# Max Bock (Politiker, 1885)
Max Woldemar Gustav Eduard Bock (* 4. Apriljul. / 16. April 1885greg. in Reval; † 28. April 1949 in Reicholzried) war ein Politiker der deutschen Minderheit in Estland und Parlamentarier der Deutsch-baltischen Partei in Estland (DbPE).

## Leben und Ausbildung
Max Bock war ein Sohn des Arztes Dr. med. Julius Bock (* 6. Februar 1827 in Reval) und dessen Frau Alice geborene Kampf (* 4. Februar 1862 Hamburg). Nach dem Besuch des Nikolai-Gymnasium in Reval und dem Abitur 1905 studierte Max Bock 1905–1908 Medizin und 1908–1910 Jura in an der Kaiserlichen Universität Dorpat. Anschließend arbeitete er 1908 in Euseküll (heute: Õisu) und 1909–1910 in Sontack (Soontaga) in Livland als  Hauslehrer. 1910 bis 1912 setzte er sein Jurastudium am Demidow-Lyzeum in Jaroslawl fort und legte das Diplom 1. Grades ab.  1912 bis 1939 arbeitete er als Rechtsanwalt in Reval.

## Politik
1917 bis 1919 war er Abgeordneter des estnischen Maapäev (Landtag). Er wurde im Sommer 1917 von Seiten des städtischen estländischen Deutschtums in das Parlament gewählt. Auch bei der Wahl zur Asutav Kogu, der verfassungsgebenden Versammlung 1919 war er erfolgreich. Im Parlament war er Vorsitzender der Fraktion der Deutsch-baltischen Partei in Estland, eine Aufgabe, die er auch ab 1920 im Riigikogu innehatte. Als Sprecher der deutschen Minderheit war er dort ab Dezember 1921 mit der Vertretung der deutschen Position bei den Beratungen des Estländischen Kulturautonomiegesetzes befasst. Dem Parlament gehörte er bis 1923 an.

## Weiteres Leben
Am 20. Oktober 1939 heiratete er Artha Marie geborene Granström verwitwete Willingen (* 9. Januar 1895 in Jalta/Krim). Im Rahmen der durch den Hitler-Stalin-Pakt erzwungenen Umsiedlung der deutschen Volksgruppe musste er am 8. März 1940 von Reval nach Posen umziehen. Dort wurde er am 14. März 1940 durch Einbürgerung deutscher Staatsangehöriger. 1940 bis 1945 war er beauftragter Richter und Amtsgerichtsrat in Leslau im Warthegau. Nach Kriegsende flüchtete er als Heimatvertriebener nach Reicholzried bei Kempten (Allgäu), wo er den Rest seines Lebens verbrachte.